# 甘露殿
甘露殿，為唐朝皇帝在太極宮的居所，也是唐朝皇帝在太極宮的寢殿。甘露殿在太極宮中的地位與紫禁城乾清宮相約。唐高祖、唐太宗、唐高宗等皇帝都曾經入往。

## 用途
位于两仪殿之北，延嘉殿之南，在太极宫中轴线上。甘露殿前有甘露门，门外为永巷，即东西横街，巷东有东横门，再东为日华门；巷西有西横门，再西为月华门。此殿为皇帝宫内读书之处，殿内北壁列放书架，桌上置放银砚、碧镂牙管，银函中置纸。唐中朝以后，成为安置退位太上皇的养老之处，明皇自蜀还京，即常居此殿。
甘露殿主要分為正殿、偏殿和寢室三部分。正殿在特別日子時會舉行表演供皇帝和後宮嬪妃欣賞。偏殿日常用途則是接見大臣和批閱奏疏。而寢室則是皇帝日常起居生活的地方。

## 軼事
安史之亂後，唐玄宗由四川成都回到唐都長安，被當時已經登基稱帝的唐肅宗軟禁在甘露殿中。直到寶應元年，唐玄宗在甘露殿內駕崩。